# Auguste Nefftzer
Auguste Nefftzer, né le 4 février 1820 à Colmar et mort le 20 août 1876 à Bâle, est un journaliste et patron de presse français.
Il est surtout connu pour avoir fondé la Revue germanique (de) et le journal le Temps, qu’il a dirigé pendant 10 ans.

## Biographie
Il étudia la théologie à la Faculté protestante de Strasbourg, lorsque, à l’âge de vingt-deux ans, il débuta dans le journalisme politique comme rédacteur du Courrier du Haut-Rhin. Monté, quelque temps après, à Paris il est entré, en 1844, au journal la Presse, dirigé par Émile de Girardin. Il s’y est fait remarquer par ses idées élevées, son attitude ferme et mesurée.

Sa qualité de gérant du journal lui a valu, en 1851, d’être l’objet de poursuites ayant abouti à une condamnation à un mois de prison, 

« à l’occasion, écrit Gustave Vapereau, d’une des plus curieuses supercheries que la littérature politique ait commises. On attendait, avec anxiété, le dernier message du président de la République ; la Presse prit les devants et donna, en tête de ses colonnes, avec toutes les apparences d’une pièce officielle, une suite d’extraits des Œuvres du prince Louis-Napoléon. Ce message apocryphe, d’une couleur démocratique très prononcée, émut diversement toutes les opinions ; la Bourse se troubla et traduisit à sa manière, par une baisse subite, les alarmes des divers partis hostiles à la République. Le gérant de la Presse était, dit-on, lui-même l’auteur de cet artifice, dont il porta la responsabilité et la peine. »

Pendant les premières années du régime dictatorial de l’Empire, lorsque la presse était complètement bâillonnée, Nefftzer a rédigé le bulletin du jour dans la Presse, y publiant de temps à autre des articles sur des questions de philosophie et de politique étrangère. Girardin lui ayant cédé la direction politique de son journal en 1856, il a pris une part active à la campagne électorale de 1857 et soutenu, avec beaucoup de talent, les candidats de l’opposition. À cette même époque, il a combattu quelques idées trop absolues de son ancien rédacteur en chef.
Le 15 novembre 1857, il a quitté la Presse, que de Girardin venait de vendre au banquier Moïse Polydore Millaud, pour fonder, l’année suivante, avec Charles Dollfus, la Revue germanique (de) (1858-1865), qui devait rapprocher la France et l’Allemagne, et dans laquelle il a publié des travaux sur la critique religieuse, la philosophie et l’histoire.
Rentré de nouveau à la Presse en 1859, il a quitté définitivement, en 1861, ce journal dont il avait gravi tous les échelons pour créer un organe politique, le Temps, dont il a été à la fois le directeur politique et le rédacteur en chef. Il a su s’adjoindre des plumes de talent, telles que Louis Blanc, Edmond Scherer, Henri Brisson, Jules Ferry, Francisque Sarcey, Auguste Villemot, George Sand, Alexandre Erdan, etc., et s’est opposé avec constance, mais avec de grands ménagements de forme et une prudente habileté, à l’Empire. Trop modéré dans sa polémique pour devenir un journal populaire, le Temps a, du moins, recueilli l’adhésion de la bourgeoisie lettrée et libérale, pour devenir rapidement un des organes les mieux faits et les plus autorisés de la presse française.

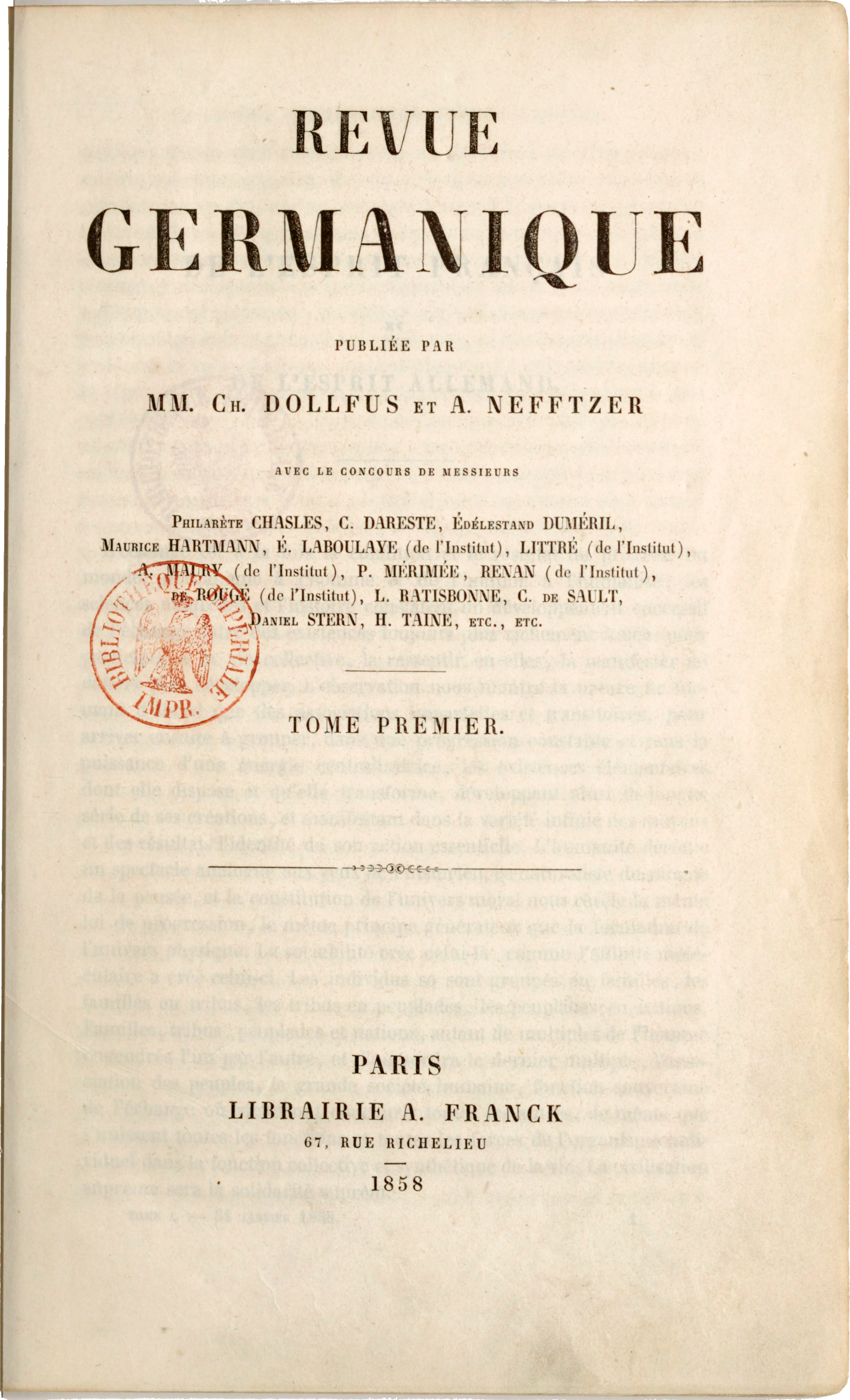
Revue germanique (1858-65).

Constamment sur la brèche, il a publié, particulièrement dans les derniers temps de l’Empire, des articles remarquables, notamment à propos des élections de 1869, contre le plébiscite de 1870 et contre l’ineptie du ministère Ollivier, qui a précipité la France dans la guerre franco-allemande de 1870. Ayant abandonné, en 1871, la direction politique du Temps à Adrien Hébrard, sans pour autant cesser de collaborer à ce journal, Nefftzer est un des journalistes qui ont su prendre le plus d’autorité sur le monde des lettrés, aussi bien en France qu’à l’étranger.
À diverses époques, des comités démocratiques l’ont désigné comme candidat aux élections pour le Corps législatif ou l’Assemblée nationale. Ce modeste écrivain s’y est toujours refusé, allant même jusqu’à engager, à ce sujet, une brillante polémique avec Adolphe Guéroult, en 1863, où il a soutenu qu’un député ayant une tribune pour y exposer ses idées devait s’interdire la publicité de la presse.

Les articles de critique littéraire qu’il a publiés dans différents recueils témoignent, à défaut peut-être de finesse dans les aperçus et de vivacité dans le style, de la même sûreté de jugement qu’il apporta dans les polémiques politiques. Comme philosophe, il a traité en libre penseur des questions religieuses et s’est montré, dans le journalisme français, un des rares représentants de la métaphysique néo-hégélienne. 

« La philosophie hégélienne, écrit-il en 1858, dans un article sur Hegel, c’est la conscience raisonnée, philosophique, que l’esprit humain a acquise de lui-même, de sa liberté propre et de sa dépendance de la vie universelle. La conscience qu’il a de lui-même s’est développée par l’expérience des siècles, comme se développe celle de l’individu par l’expérience de la vie. »

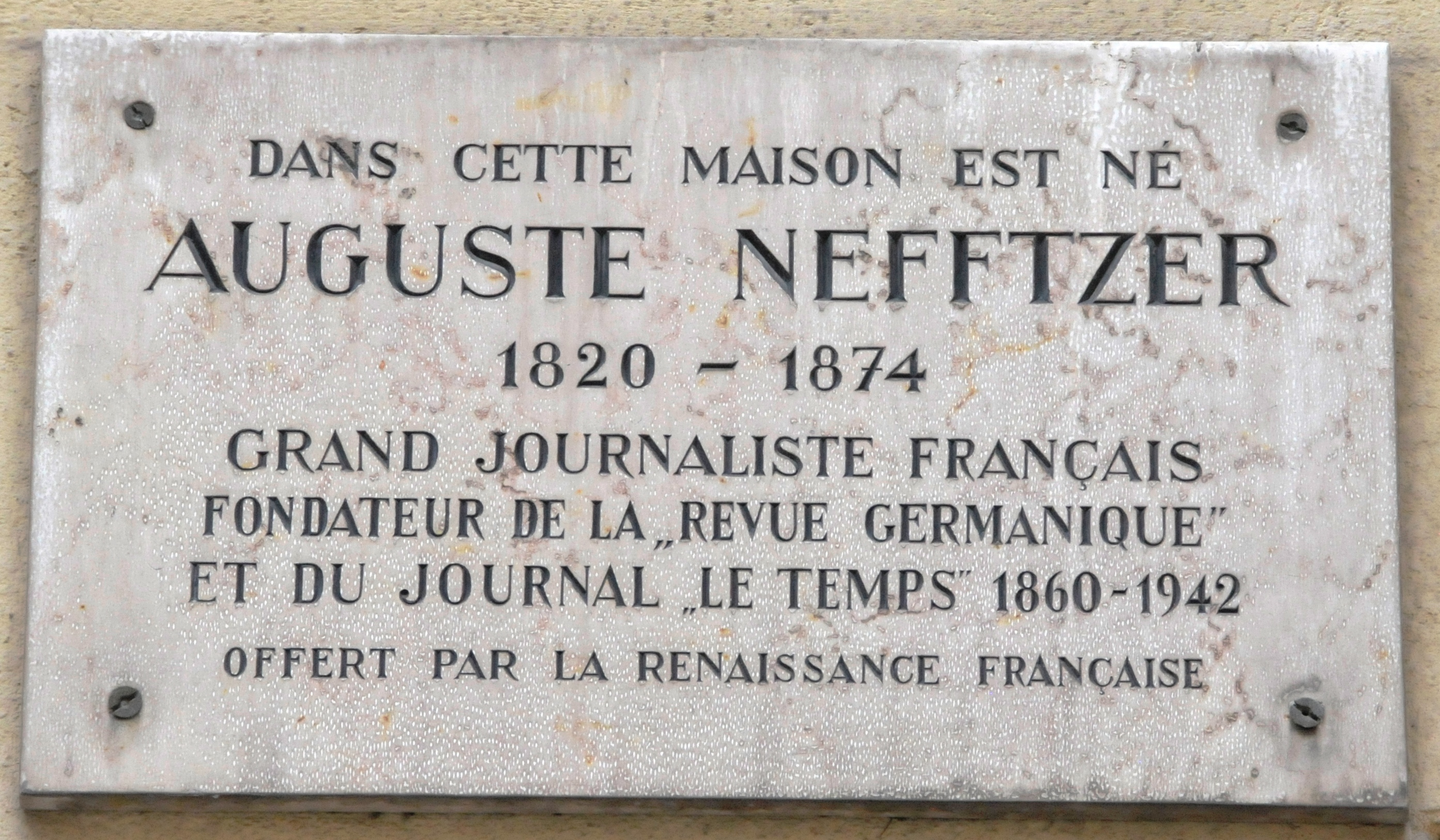
Plaque sur la maison natale de Nefftzer, au 44 rue des Marchands à Colmar.

Très affecté par la mort d’un fils en 1865, puis par la perte de l’Alsace consécutive à la guerre de 1870, il s’était établi, environ deux ans avant sa mort, après avoir quitté son poste, à Bâle, à égale proximité de Paris et de Strasbourg, dont il avait souvent dit qu’il ne connaissait pas d’école, pas de discipline comparable, pour le développement de l’intelligence, à celle par laquelle il avait passé à Strasbourg. Il a succombé soudainement à une affection du cœur dont il souffrait depuis quelque temps.

Aux dires du Grelot, c’était :

« Un des typés les plus curieux du journalisme parisien, avec ses gilets à grands ramages, sa grosse pipe, sa canne énorme, sa chevelure couleur de bière, son teint couleur de choucroute et son énorme verrue rouge sur la joue droite ! On pouvait le voir tous les jours à la brasserie Malet, de la rue du Faubourg-Montmartre, buvant avec flegme et sang-froid un nombre de chopes qui eussent fait marcher tout autre homme à quatre pattes. »

Nefftzer n’a publié aucune de ses études littéraires ou philosophiques en volumes. On peut citer toutefois, parmi ses principaux articles insérés dans la Revue germanique. Ses papiers personnels sont conservés aux Archives nationales sous la cote 113AP.

## Publications

### Articles
- avec Charles Dollfus, « La Fondation de Schiller », Revue germanique, Paris, A. Frank, vol. 1, no 2,‎ 30 mars 1858, p. 102-6 (lire en ligne sur Gallica, consulté le 5 août 2023).
- avec Charles Dollfus, « De l’esprit français et de l’esprit allemand », Revue germanique, Paris, A. Frank, vol. 1, no 1,‎ 1er janvier 1858, p. 1-20 (lire en ligne sur Gallica, consulté le 5 août 2023).
- « Études religieuses : les Sermons du docteur Schwartz », Revue germanique, Paris, A. Frank, no 21,‎ 1er janvier 1862, p. 501-13 (lire en ligne sur Gallica, consulté le 5 août 2023).
- « De la littérature apocalyptique chez les Juifs et les premiers chrétiens », Revue germanique, Paris, A. Frank,‎ 1er juillet 1858 (lire en ligne sur Gallica, consulté le 5 août 2023).
- « Hegel et la philosophie allemande », Revue germanique, Paris, A. Frank, vol. 4,‎ 1er octobre 1858, p. 388-411 (lire en ligne sur Gallica, consulté le 5 août 2023).

### Traductions
- David Friedrich Strauss (trad. de l'allemand par Auguste Nefftzer avec Charles Dollfus), Nouvelle vie de Jésus, Paris, Jules Hertzel et Albert Lacroix, 1864, 464-448 p., 2 vol. in-8º, « t. 1 », « t. 2 ».